# Patrick Mayrhofer
Patrick Mayrhofer, né le 15 septembre 1987, est un snowboardeur handisport autrichien.

## Biographie
Né à Helfenberg, en Haute-Autriche, en 1987, Mayrhofer pratique le snowboard depuis l’enfance. Il a travaillé comme électricien jusqu’à un accident en février 2008, lorsqu’il a touché une ligne à haute tension de 6 000 volts, lui causant de graves blessures à la main gauche et perdant son pouce droit et une partie d’un doigt droit. Après des tentatives infructueuses pour reconstruire sa main gauche, elle a été amputée d’environ 17 cm dessous le coude en juillet 2010, avec une prothèse révolutionnaire, connue sous le nom de « main de Michel-Ange »,, qui permet à Mayrhofer de contrôler la motricité fine de la même façon que les non-amputés, à la suite de la détection par les électrodes de détection des signaux dans les nerfs de l’avant-bras. En collaboration avec le Dr Oskar Aszmann de l’Université de Vienne et la société de technologie de prothèse Ottobock, Mayrhofer est devenu le premier patient au monde à subir une amputation élective et à recevoir une prothèse bionique,,, qui se permet à ouvrir les bouteilles, attacher ses lacets et se brosser les dents dans un court laps de temps,. Après l’amputation, il a travaillé en étroite collaboration avec le département de recherche et développement à Ottobock pour donner son avis aux ingénieurs. En 2013, il a rejoint l’entreprise, aidant leurs clients à apprendre à utiliser leurs prothèses.

## Palmarès

### Jeux paralympiques d'hiver
- Jeux paralympiques d'hiver de 2018
  -  Médaille d'argent en Banked slalom
  - 5e en Snowboard Cross